# Canadian Soccer League 2021
La Canadian Soccer League 2021 fue la 24.ª edición de la liga semiprofesional del fútbol canadiense, la cual comenzó el 28 de agosto y terminó el 7 de noviembre con la participación de 8 equipos.
La liga lanzó una vez más un calendario reducido modificado debido a la pandemia de COVID-19.

## Cambios a partir de 2020
A principios de 2021, el fundador de Coffee Time y ex propietario de acciones de la liga, Tom Michalopoulos, y el locutor del partido Enio Perruzza murieron durante la temporada baja. A medida que la temporada comenzó a movilizarse, las responsabilidades de administración y marketing de la liga se asignaron a una empresa de gestión deportiva llamada Primetime Sports Marketing Inc. El calendario se publicó a principios de agosto y la temporada debutará el 14 de agosto de 2021 con todos los partidos programados en el Centennial Park Stadium. La temporada regular fue reformateada en una competencia por invitación llamada ProSound Cup, y también incluirá el formato de postemporada con la final del Campeonato CSL.  La estructura de la competencia contó con miembros de la liga junto con cuatro entradas del nivel amateur.
Todos los miembros de la liga de la temporada anterior regresaron con la excepción de Brantford Galaxy y Hamilton City, que se fusionaron para formar BGH City FC. Los clubes invitados fueron Atletico Sporting Toronto, Euru Futbol Academy, St. Catharines Hrvat y Toronto Tigers. La apertura de la temporada se retrasó hasta el 28 de agosto de 2021 con el fin de adquirir un seguro para el uso del Centennial Park Stadium.

## Participantes
| Equipo                    | Ciudad                                 | Estadio                 | Entrenador      |
| ------------------------- | -------------------------------------- | ----------------------- | --------------- |
| Atletico Sporting Toronto | Toronto                                | Centennial Park Stadium | Ronald Brinez   |
| BGH City FC               | Brantford, Ontario & Hamilton, Ontario | Centennial Park Stadium | Milan Prpa      |
| Euru FA                   | Hamilton, Ontario                      | Centennial Park Stadium |                 |
| FC Vorkuta                | Vaughan, Ontario (Woodbridge)          | Centennial Park Stadium |                 |
| Scarborough SC            | Toronto (Scarborough)                  | Centennial Park Stadium | Mirko Medić     |
| Serbian White Eagles      | Toronto (Etobicoke)                    | Centennial Park Stadium | Uroš Stamatović |
| St. Catharines Hrvat      | St. Catharines, Ontario                | Centennial Park Stadium | Martin Mamic    |
| Toronto Tigers            | Toronto                                | Centennial Park Stadium |                 |

## Clasificación
| Pos. | Equipo                    | Pts. | PJ | G | E | P | GF | GC | Dif. | Clasificación 2021              |
| ---- | ------------------------- | ---- | -- | - | - | - | -- | -- | ---- | ------------------------------- |
| 1    | FC Vorkuta                | 19   | 7  | 6 | 1 | 0 | 22 | 1  | +21  | Clasificación a las semifinales |
| 2    | Scarborough SC            | 17   | 7  | 5 | 2 | 0 | 19 | 4  | +15  | Clasificación a las semifinales |
| 3    | Atletico Sporting Toronto | 13   | 7  | 4 | 1 | 2 | 13 | 6  | +7   | Clasificación a las semifinales |
| 4    | BGH City FC               | 10   | 7  | 3 | 1 | 3 | 10 | 10 | 0    | Clasificación a las semifinales |
| 5    | Serbian White Eagles      | 9    | 7  | 3 | 0 | 4 | 8  | 16 | −8   |                                 |
| 6    | Toronto Tigers            | 9    | 7  | 3 | 0 | 4 | 7  | 15 | −8   |                                 |
| 7    | St. Catharines Hrvat      | 4    | 7  | 1 | 1 | 5 | 6  | 16 | −10  |                                 |
| 8    | Euru FA                   | 0    | 7  | 0 | 0 | 7 | 4  | 21 | −17  |                                 |

Actualizado a los partidos jugados el 10 de octubre de 2021..
 Fuente: CSL Standings

## Partidos
| Scarborough SC       | 6 - 1 | Toronto Tigers            | Centennial Park Stadium | 28 de agosto     | 15:00 |
| BGH City FC          | 0 - 2 | FC Vorkuta                | Centennial Park Stadium | 28 de agosto     | 17:00 |
| Serbian White Eagles | 0 - 2 | Atletico Sporting Toronto | Centennial Park Stadium | 7 de septiembre  | 21:00 |
| St. Catharines Hrvat | 4 - 1 | Euru FA                   | Centennial Park Stadium | 14 de septiembre | 21:00 |

| Atletico Sporting Toronto | 0 - 3 | FC Vorkuta           | Centennial Park Stadium | 4 de septiembre  | 15:00 |
| Scarborough SC            | 3 - 0 | Serbian White Eagles | Centennial Park Stadium | 4 de septiembre  | 17:00 |
| Euru FA                   | 2 - 4 | BGH City FC          | Centennial Park Stadium | 4 de septiembre  | 19:00 |
| Serbian White Eagles      | 0 - 2 | Toronto Tigers       | Centennial Park Stadium | 28 de septiembre | 21:00 |

| Toronto Tigers | 2 - 1 | St. Catharines Hrvat      | Centennial Park Stadium | 10 de septiembre | 19:45 |
| Euru FA        | 0 - 3 | Atletico Sporting Toronto | Centennial Park Stadium | 11 de septiembre | 15:00 |
| BGH City FC    | 1 - 3 | Scarborough SC            | Centennial Park Stadium | 11 de septiembre | 17:00 |
| FC Vorkuta     | 6 - 0 | Serbian White Eagles      | Centennial Park Stadium | 11 de septiembre | 19:00 |

| Atletico Sporting Toronto | 1 - 2 | BGH City FC          | Centennial Park Stadium | 18 de septiembre | 15:00 |
| Serbian White Eagles      | 4 - 1 | St. Catharines Hrvat | Centennial Park Stadium | 18 de septiembre | 17:00 |
| FC Vorkuta                | 3 - 0 | Toronto Tigers       | Centennial Park Stadium | 18 de septiembre | 19:00 |
| Scarborough SC            | 2 - 0 | Euru FA              | Centennial Park Stadium | 18 de septiembre | 21:00 |

| St. Catharines Hrvat | 0 - 3 | Atletico Sporting Toronto | Centennial Park Stadium | 24 de septiembre | 19:45 |
| BGH City FC          | 1 - 2 | Serbian White Eagles      | Centennial Park Stadium | 25 de septiembre | 13:00 |
| FC Vorkuta           | 1 - 1 | Scarborough SC            | Centennial Park Stadium | 25 de septiembre | 15:00 |
| Toronto Tigers       | 2 - 0 | Euru FA                   | Centennial Park Stadium | 25 de septiembre | 17:00 |

| St. Catharines Hrvat      | 0 - 3 | FC Vorkuta     | Centennial Park Stadium | 2 de octubre | 15:00 |
| Serbian White Eagles      | 2 - 1 | Euru FA        | Centennial Park Stadium | 2 de octubre | 17:00 |
| Toronto Tigers            | 0 - 2 | BGH City FC    | Centennial Park Stadium | 2 de octubre | 19:00 |
| Atletico Sporting Toronto | 1 - 1 | Scarborough SC | Centennial Park Stadium | 2 de octubre | 21:00 |

| Atletico Sporting Toronto | 3 - 0 | Toronto Tigers | Centennial Park Stadium | 9 de octubre  | 14:00 |
| Euru FA                   | 0 - 4 | FC Vorkuta     | Centennial Park Stadium | 9 de octubre  | 16:00 |
| St. Catharines Hrvat      | 0 - 3 | Scarborough SC | Centennial Park Stadium | 9 de octubre  | 00:00 |
| St. Catharines Hrvat      | 0 - 0 | BGH City FC    | Centennial Park Stadium | 10 de octubre | 15:00 |

## Fase final

### ProSound Cup

#### Semifinales
| Local          | Resultado | Visita                    | Estadio                 | Fecha         |
| -------------- | --------- | ------------------------- | ----------------------- | ------------- |
| FC Vorkuta     | 2 - 1     | Serbian White Eagles      | Centennial Park Stadium | 17 de octubre |
| Scarborough SC | 2 - 0     | Atletico Sporting Toronto | Centennial Park Stadium | 17 de octubre |

#### Final
| Local          | Resultado        | Visita         | Estadio                 | Fecha         |
| -------------- | ---------------- | -------------- | ----------------------- | ------------- |
| FC Vorkuta (C) | 0 - 0 (4 - 2 p.) | Scarborough SC | Centennial Park Stadium | 24 de octubre |

### Campeonato CSL
Después de la conclusión de la ProSound Cup con los clubes de la CSL y los clubes invitados, se llevó a cabo el Campeonato CSL con participación limitada a los clubes miembros de la CSL.

#### Semifinales
| Local          | Resultado    | Visita               | Estadio                 | Fecha         |
| -------------- | ------------ | -------------------- | ----------------------- | ------------- |
| Scarborough SC | 7 - 5 (pró.) | Serbian White Eagles | Centennial Park Stadium | 30 de octubre |

#### Final
| Local      | Resultado | Visita             | Estadio                 | Fecha          |
| ---------- | --------- | ------------------ | ----------------------- | -------------- |
| FC Vorkuta | 1 - 4     | Scarborough SC (C) | Centennial Park Stadium | 7 de noviembre |

## Goleadores[12]
- Actualizado el 11 de octubre de 2021.

| Pos. | Jugador            | Club                      | Goles |
| ---- | ------------------ | ------------------------- | ----- |
| 1    | Wabila Wallace     | Atletico Sporting Toronto | 7     |
| 2    | Vladimir Strizovic | Serbian White Eagles      | 5     |
| 2    | Mykola Temniuk     | FC Vorkuta                | 5     |
| 3    | Bohdan Borovskyi   | FC Vorkuta                | 4     |
| 3    | Gregor Žugelj      | St. Catharines Hrvat      | 4     |
| 4    | Taha Ilyass        | Scarborough SC            | 3     |
| 4    | Petar Djordjevic   | BGH City FC               | 3     |